# 罗汉·因斯
罗汉·克雷格·因斯（英語：Rohan Greg Ince，1992年11月8日—）出生於倫敦白教堂，是一名英格蘭職業足球員，場上司職防守中場，亦可客串中堅，出身車路士青訓系統，曾效力白禮頓。 

## 私人生活
罗汉·因斯是湯馬士·恩斯的第二代表親，故此亦與保羅·恩斯有親屬關係，而他亦是前威爾斯國腳艾力·楊格（Eric Young）的姪子。

## 外部連結
- 足球数据库：罗汉·因斯的球员统计数据